# Gualberto Gutiérrez
Gualberto Gutiérrez (ur. 25 stycznia 1940 w Cardonie, zm. 25 września 2023 w Sydney) – urugwajski bokser.
Uczestniczył w Letnich Igrzyskach Olimpijskich, w 1960 roku, przegrał w drugiej rundzie w wadze lekkiej z Edwardem Blayem.
Zdobył srebrny medal w tej kategorii wagowej na igrzyskach panamerykańskich w 1959 w Chicago.